# Melinis repens
Melinis repens là một loài thực vật có hoa trong họ Hòa thảo. Loài này được (Willd.) Zizka mô tả khoa học đầu tiên năm 1988. Đây là loài bản địa miền nam châu Phi, nhưng loài này được biết đến nhiều ở các lục địa khác như Bắc Mỹ và Úc. Tuy nhiên, ở các lục địa sau, nó được biết đến như một loài du nhập và đôi khi là một loài cỏ dại độc hại. Nó là một loại cỏ hàng năm hoặc lâu năm, có thể cao đến một mét, và tốc độ phát triển của nó phụ thuộc vào nhiệt độ. Cụm hoa là một mảng mở trên các nhánh mang các bông nhỏ phủ dày lông màu trắng hoặc hồng mượt.

## Hình ảnh

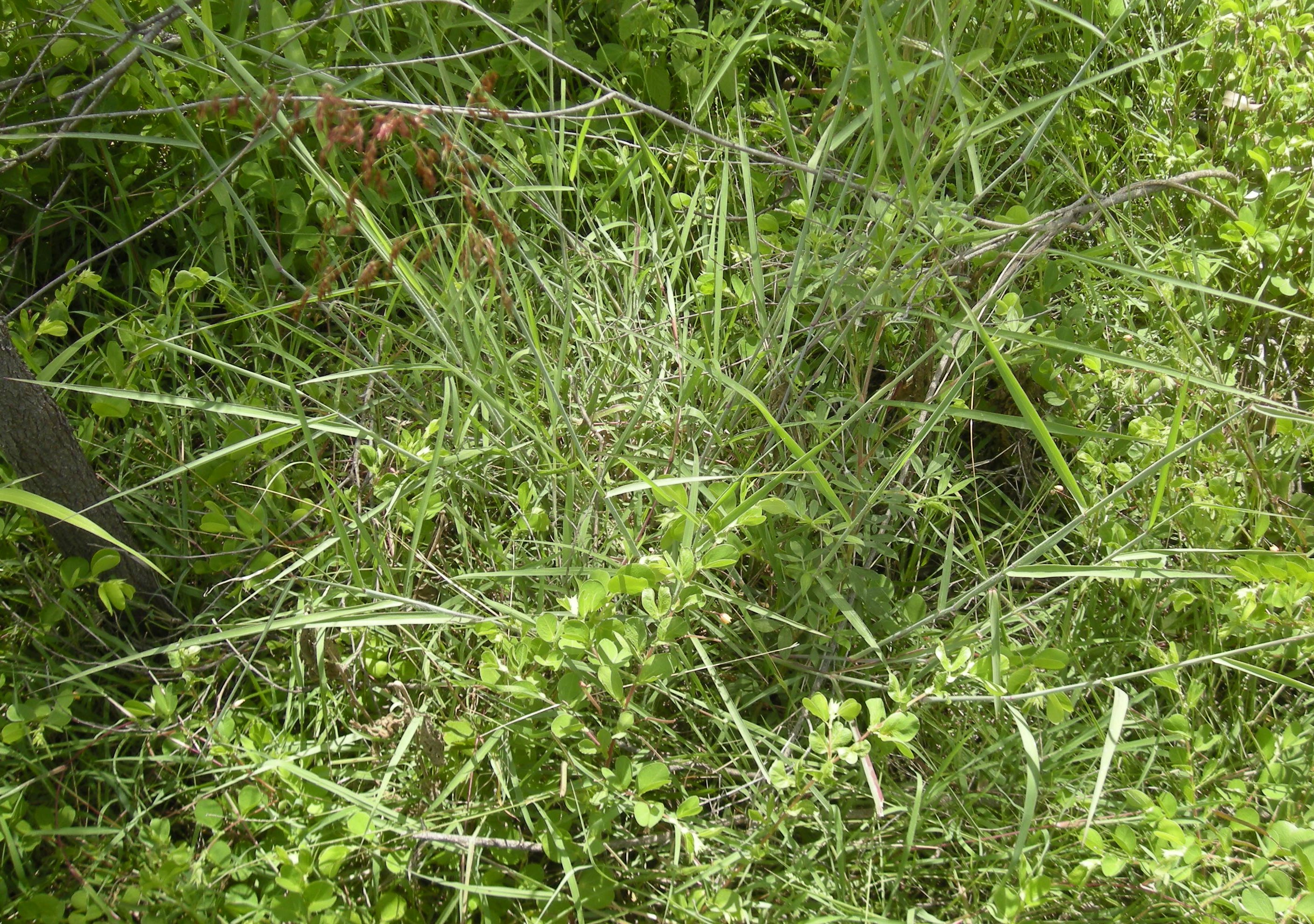
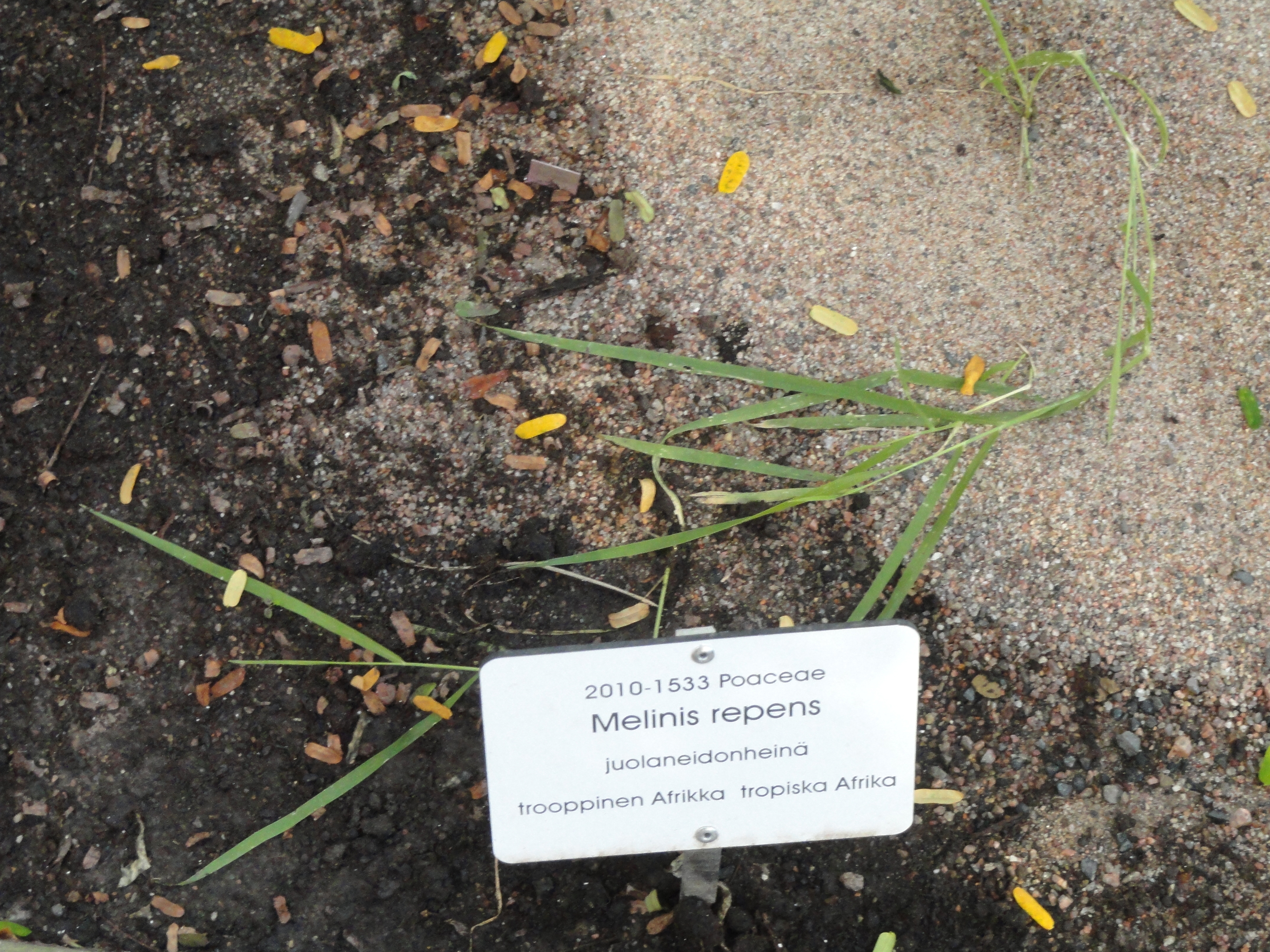
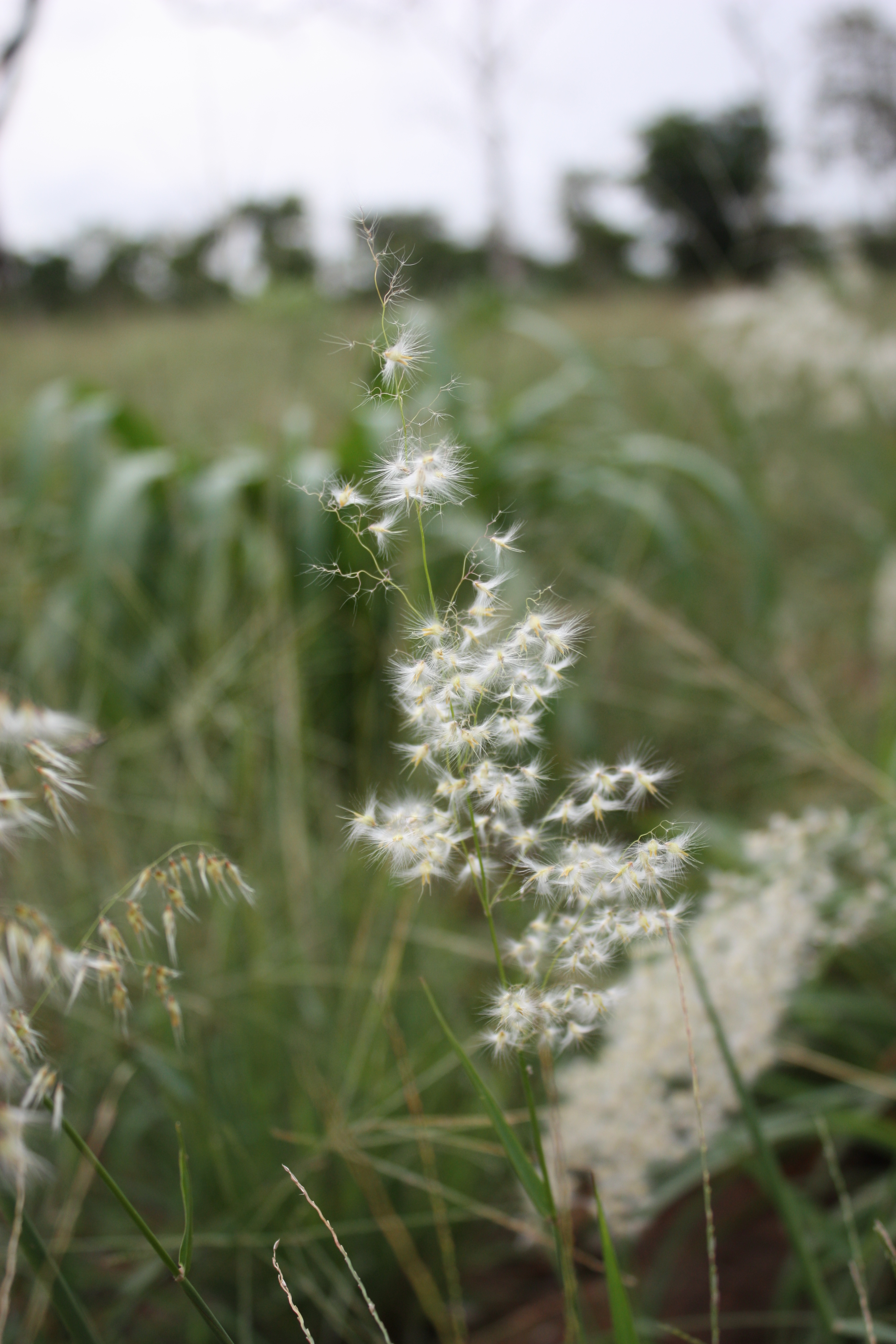
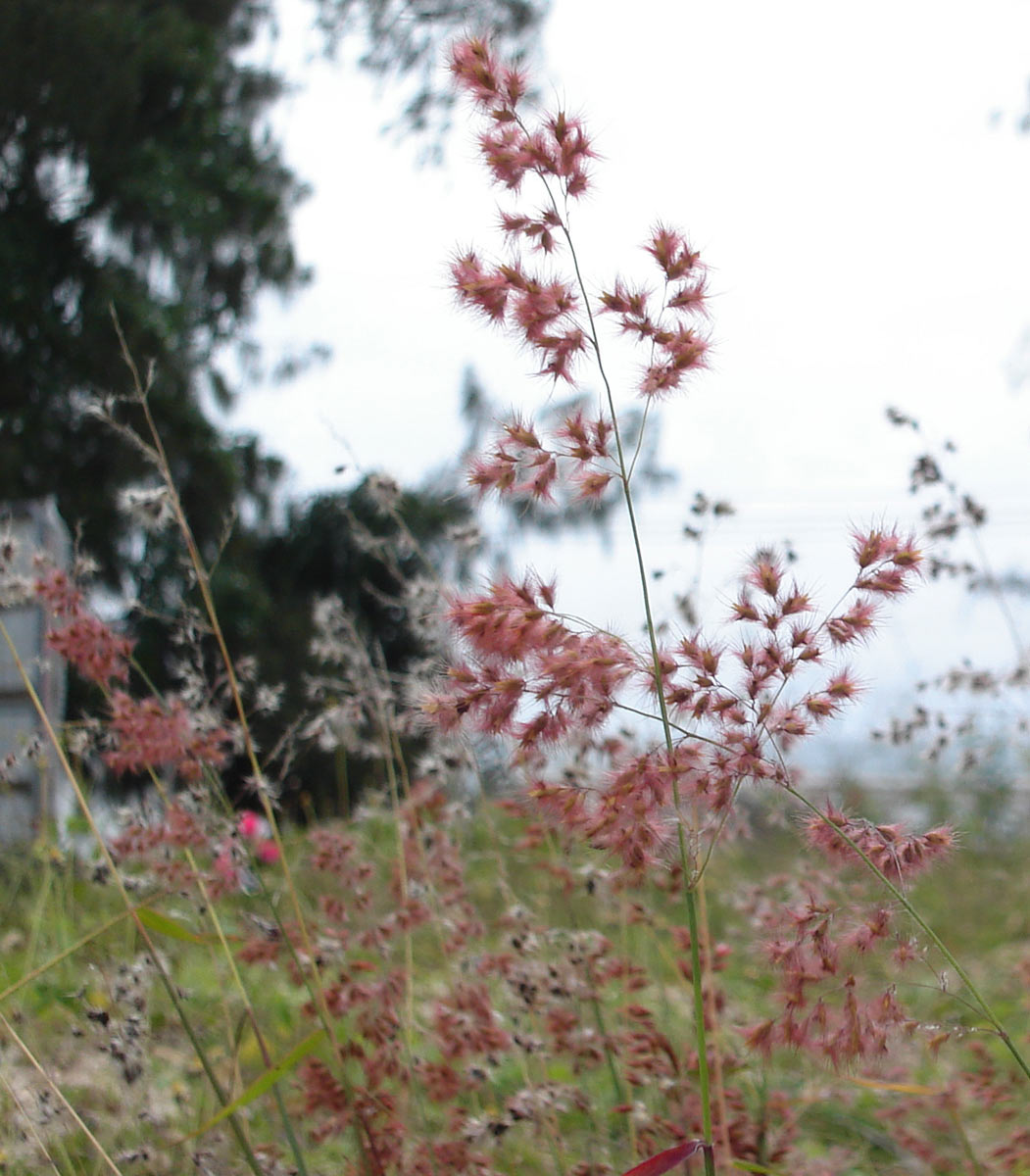
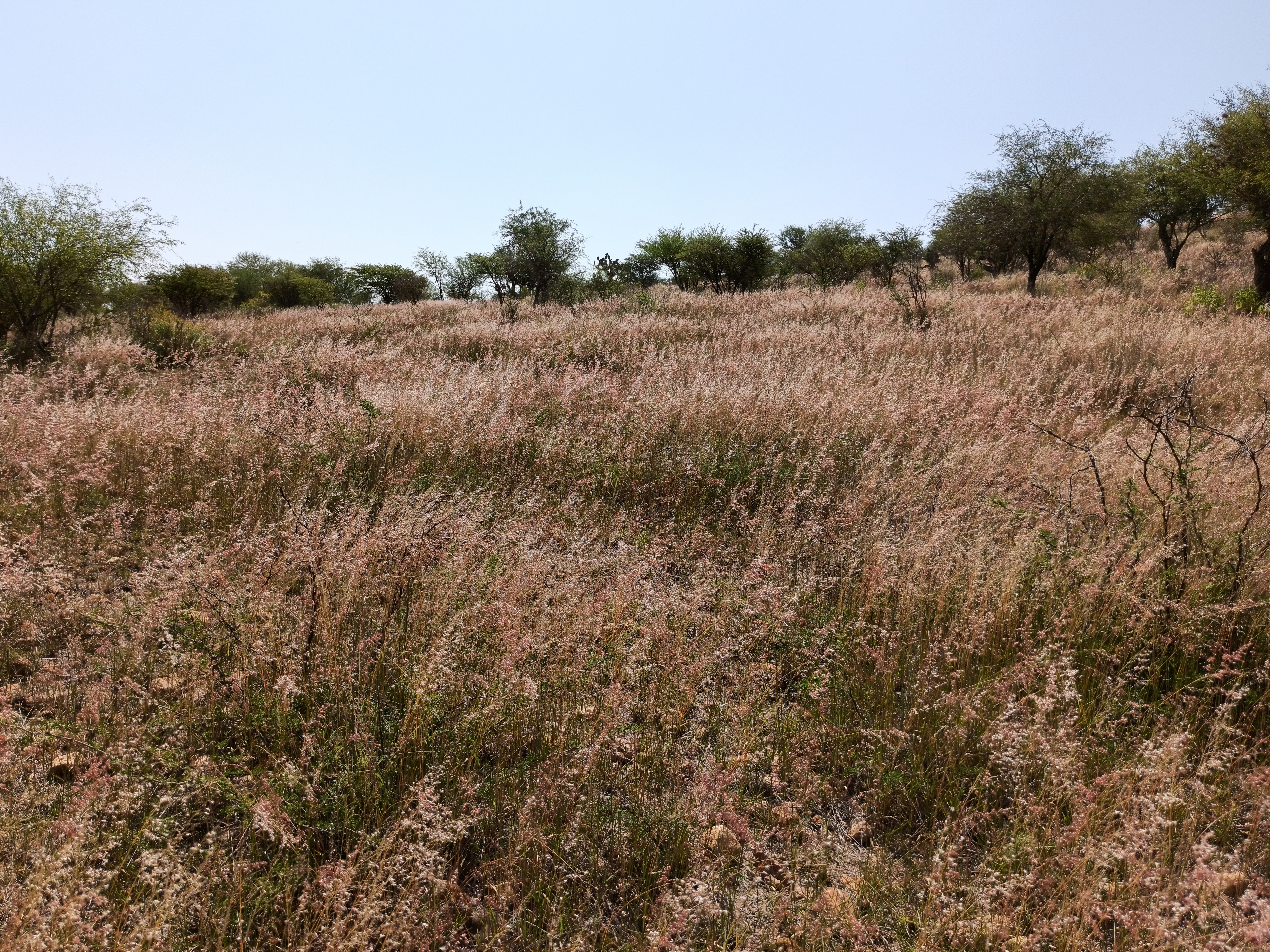